# Saint Croix

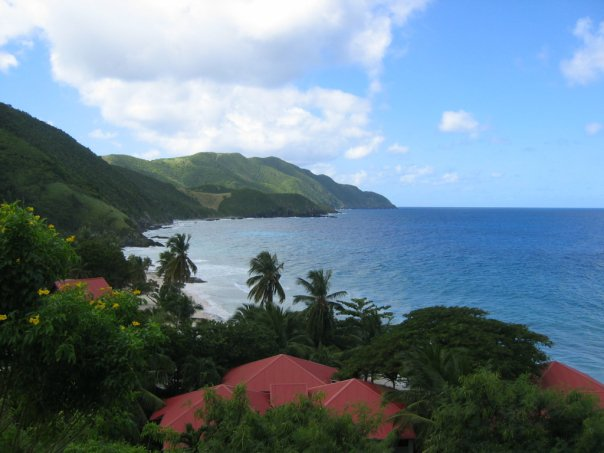
Vista del nord-oest de Saint Croix

Saint Croix (en castellà: Santa Cruz; en neerlandès: Sint-Krui; en francès: Sainte-Croix; en danès: Sankt Croix) és una illa del Mar Carib i un comtat administratiu i districte dels Estats Units (Illes Verges dels Estats Units (United States Virgin Islands, USVI). És la més gran d'aquest grup d'illes (45 per 11 km). Tanmateix la capital del territori, Charlotte Amalie, es troba en una altra illa, la de Saint Thomas.

## Geografia

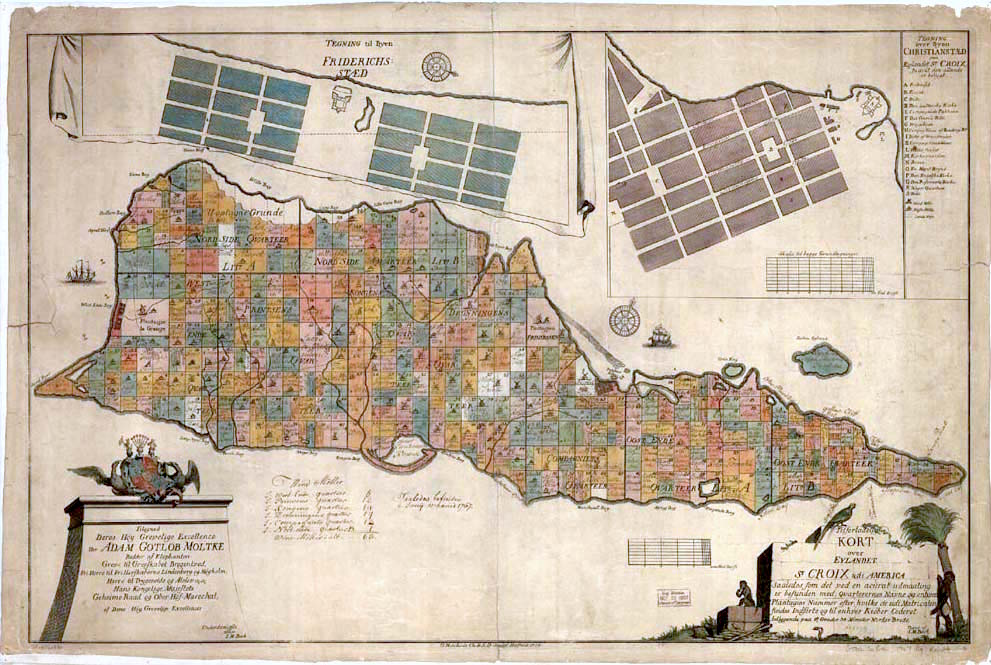
Saint Croix en un mapa danès de 1754

A l'illa hi ha dos municipis: Christiansted, amb 3.000 habitants (2004) i Frederiksted, amb 830. El total d'habitants de l'illa és de 60.000. La superfície és de 214,66 km². L'anglès i el crioll anomenat crucian són els idiomes més parlats, seguits del castellà -dels immigrants de Puerto Rico i la República Dominicana- i el crioll antillà francès.
Buck Island Reef National Monument protegeix 71 ha d'esculls al nord de Saint Croix i és un destinació popular per a capbussadors.
Saint Croix es troba a 17° 45′ N, 64° 45′ O / 17.750°N,64.750°O: és el punt més a l'est dels Estats Units. El punt més alt és Mount Eagle de 355 m d'altitud. Els turons de l'oest reben més pluja que l'est. La pluviometria és molt variable, la mitjana és d'uns 1000 litres anuals; però la punta est és molt àrida, amb presència de molts cactus. En canvi a l'oest la vegetació és tropical humida. No hi ha ni rius permanents ni aigua subterrània. Té una planta dessaladora d'aigua i molts edificis tenen cisternes per a recollir l'aigua de pluja.

### Zones nacionals protegides
- Buck Island Reef National Monument
- Christiansted National Historic Site
- Green Cay National Wildlife Refuge
- Salt River Bay National Historical Park and Ecological Preserve
- Sandy Point National Wildlife Refuge
- Point Udall